# محمدرضا صابری
محمدرضا صابری (زادهٔ ۱۳۳۰ در بیرجند) نمایندهٔ حوزهٔ انتخابیهٔ نهبندان و سربیشه در دورهٔ هشتم مجلس شورای اسلامی بوده‌است.